# Cassida hemisphaerica
Cassida hemisphaerica là một loài bọ cánh cứng trong họ Chrysomelidae. Loài này được Herbst miêu tả khoa học năm 1799.